# Vitra Design Museum
Le Vitra Design Museum, situé à Weil am Rhein en Allemagne près de la frontière suisse, au sein de l'aire métropolitaine de la ville de Bâle, est un musée privé consacré au design et au mobilier. Il appartient à l'éditeur de meubles suisse Vitra.

## Histoire du musée
À la suite d’un incendie qui détruisit la majeure partie de ses usines, l’éditeur de meubles Vitra décide 
de reconstruire son site industriel à la manière d’un parc d’architectures, un « campus ». Il confie les deux premiers bâtiments à Nicholas Grimshaw (des halls de production en 1981 et 1983), puis à Frank Gehry la création d’un musée pour présenter la collection de design de la marque. Celui-ci est ouvert le 3 novembre 1989. Première réalisation en Europe de l’architecte, le bâtiment se présente comme l’imbrication de différents volumes et produit une géométrie contorsionnée (Constructivisme). À l’inverse, les espaces d’exposition sont conçus comme de simples espaces rectangulaires, pour créer un environnement neutre favorable à la présentation des chaises.
L’institution compte parmi les musées leaders au monde dans le domaine du design industriel de meubles et de l’architecture. Elle propose diverses expositions et manifestations portant sur l’architecture, le design et la conception de meubles. Les grands musée mondiaux, comme le MoMA ou le centre Pompidou, font appel à Vitra lorsqu'ils recherchent un meuble original.
Les collections permanentes sont notamment des créations de Charles et Ray Eames, George Nelson, Alvar Aalto, Verner Panton, Dieter Rams, Jean Prouvé, Richard Hutten (en), Hella Jongerius, Ron Arad, Antonio Citterio Marcel Breuer ou encore Michael Thonet.

### Campus
Le musée n'est qu'une partie d'un parc plus large de 25 hectares composé également d'entrepôts logistiques et lieu de fabrication de meubles, surnommé le « Campus Vitra », mélange d'industrie, design et architecture, :
depuis 1989, sous l'impulsion de Rolf Fehlbaum (en) (fils des fondateurs de Vitra) le fabricant de meubles suisse Vitra aménage son espace usine à Weil am Rhein en un parc d’architecture. Rolf Fehlbaum sollicite plusieurs architectes dont six prix Pritzker ; ainsi Frank Gehry (hall de production, la même année que le musée), Nicholas Grimshaw ou Tadao Andō (Pavillon des conférences 1993) y sont représentés avec des constructions caractéristiques de leurs styles. Alvaro Siza réalise un quatrième hall de production en 1994, fait de briques rouges et l'agence SANAA un cinquième hall de production (hangar circulaire pour la logistique en 2012).
De plus petites constructions y sont implantées, comme celles de Renzo Piano qui fait en 2013 une micromaison intitulée « Diogene » ou Jasper Morrison en 2006 avec un abribus transparent.

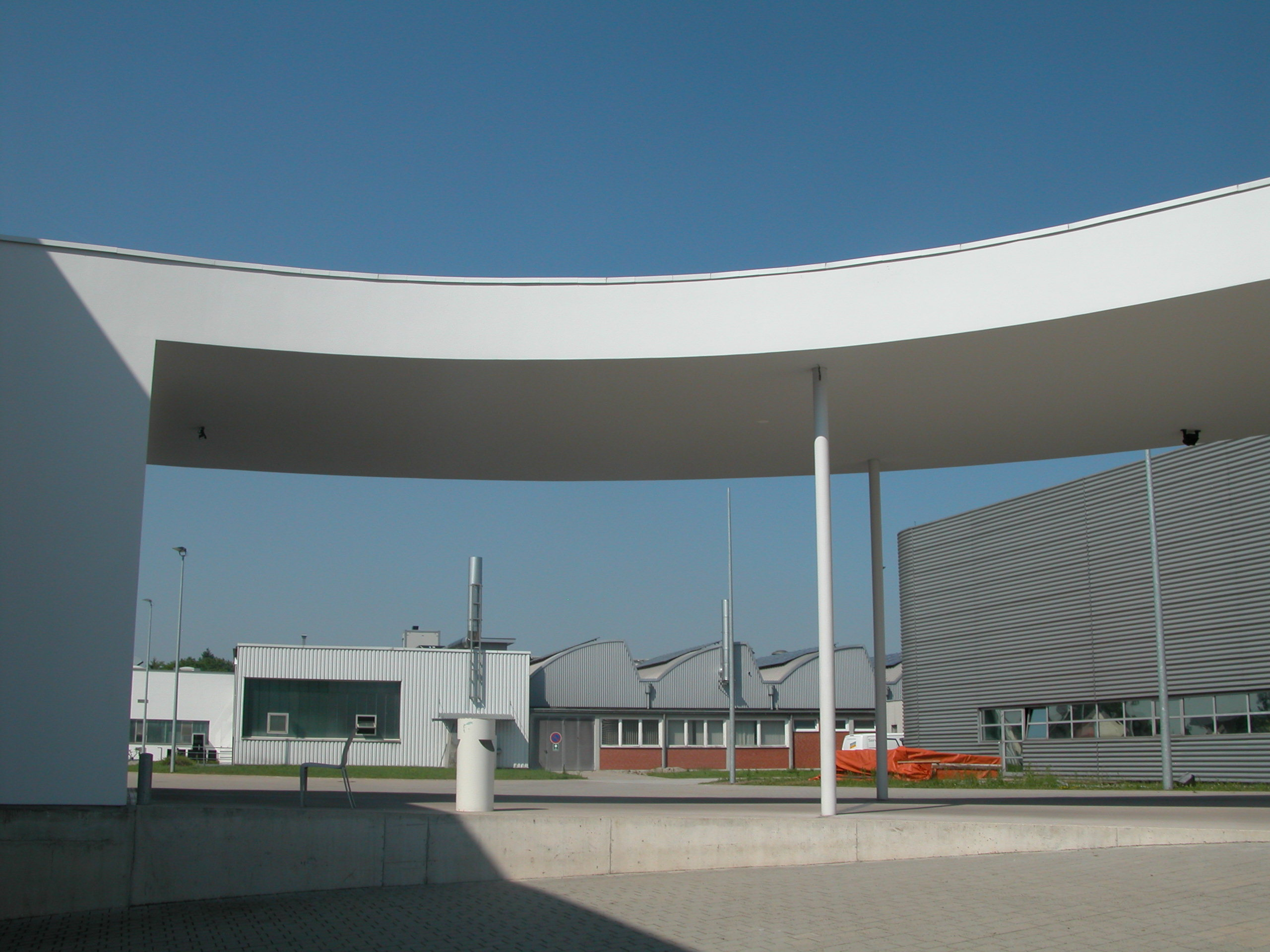
Hall de production et logistique, réalisation SANAA.

Zaha Hadid dessine la caserne des pompiers en 1993, une structure semblant en équilibre, à base de pointes et de diagonales en béton brut. Cette forme veut rappeler l'incendie de 1981 de l'usine et des entrepôts de la marque, dû à la foudre. Thomas Schütte réalise un Blockhaus en bois, zinc et titane.
Herzog & de Meuron font douze maisons en stuc gris, sur cinq étages, « VitraHaus » (2010), servant de showroom à Vitra dans un mélange de pièces classiques et nouveautés, ainsi qu'également un bâtiment en briques rouges en 2016, le « Vitra Schaudepot », extension du musée,. « VitraHaus » reste le principal point d'intérêt de public. Le « Vitra Schaudepot » est utilisé pour entreposer le fonds de design créé par Rolf Fehlbaum, une collection de plusieurs dizaines de milliers de pièces, meubles, chaises, fauteuils, tabourets, luminaires, des plus grands designers mondiaux, y compris contemporains. Les plus vastes collections d'objets de Charles Eames et Ray Eames, ainsi que Jean Prouvé, y sont conservés.
Le néerlandais Piet Oudolf créé un jardin de 4 000 m2, inauguré en 2021.
400 000 personnes visitent chaque année le lieu où sont organisées également des expositions temporaires à thème.

## Publication
- (en) Mateo Kries et al., Atlas of Furniture Design, Vitra Design Museum, décembre 2019, 1028 p. (ISBN 978-3931936990, présentation en ligne)
- (en) Mateo Kries, The vitra campus, Vitra Design Museum, octobre 2020, 216 p. (ISBN 978-3945852361)

### Presse
- Stéphanie Condis, « Le Campus Vitra : Babel de l'architecture », Challenges, no 637,‎ 16 janvier 2020, p. 100 à 102 (ISSN 0751-4417).
- Dorane Vignando, « Au nom de Vitra », L'Obs, no 2900,‎ 4 juin 2020, p. 81 (ISSN 0029-4713).